# Miroslaw Strecker
Miroslaw Ryszard Strecker (* 1957) ist ein deutscher LKW-Fahrer, der als Whistleblower bekannt wurde. Er deckte den Fleischskandal 2007 in Wertingen (Bayern) auf, woraufhin der Betrieb Wertfleisch GmbH geschlossen und dessen Geschäftsführer zu einer zweijährigen Haftstrafe verurteilt wurde. Wenig später trat der damalige bayerische Umweltminister Werner Schnappauf (CSU) zurück. Strecker wird häufig als Beispiel für Menschen angeführt, die Zivilcourage beweisen, obwohl sie selbst persönlich negative Folgen davontragen.

## Leben
Miroslaw Strecker wurde in Polen geboren und wuchs in Brandenburg auf. Seine Mutter war Verkäuferin, sein Vater LKW-Fahrer. Er lernte den Beruf des Fleischers und arbeitete ehrenamtlich als Fahrlehrer. 1989 floh er über Warschau in die Bundesrepublik. Im Jahr 2007, dem Jahr der Aufdeckung des Fleischskandals, arbeitete er als LKW-Fahrer für eine deutsche Spedition.

## Verdacht und Anzeige
Mit seinem LKW transportierte Strecker im August 2007 Fleisch von Norddeutschland in eine Wurst- und Fleischwarenfabrik bei Wertingen (Bayern). Merkwürdig kam ihm vor, dass er „K3-Fleisch“ (minderwertiges Fleisch mit u. a. Rinderaugen und vier Jahre alten Innereien) zu der Fabrik bringen sollte. Strecker beobachtete, wie der Fleischhändler Wolfgang L. das minderwertige Fleisch sofort nach der Anlieferung umetikettierte und zum Lebensmittel deklarierte. Noch auf dem Heimweg rief er die Telefonnummer 110 und erzählte, was er gesehen hatte. „Die haben mir gesagt, die Polizei ist nicht zuständig“, berichtete Strecker später vor Gericht. Die Beamten gaben ihm die Telefonnummer der Industrie- und Handelskammer. Als Strecker dort anrief, erhielt er die Nummer der Berufsgenossenschaft. Erst dort erreichte er jemanden, der sich zuständig fühlte. Die Berufsgenossenschaft veranlasste die Polizei, dem Fall nachzugehen.
Eine Stunde nach seinem ersten Anruf wurde Strecker von der Polizei zurückgerufen, die ihm sagte, sie hätte nichts gefunden. Strecker beharrte auf weiteren Ermittlungen, da er die Lieferpapiere in Händen halte und sicher war, dass es in Wertingen nicht mit rechten Dingen zugehe. Daraufhin ermittelte die Polizei weiter. Erst dann reagierten die Behörden schnell und sperrten den Betrieb. Sie stellten fest, dass die Firma insgesamt 150 Tonnen Fleischabfälle an Berliner Dönerhersteller weiterverkauft hatte.

## Verurteilungen
Verwendet wurde das umetikettierte Fleisch offenbar von Juni 2006 bis August 2007 vorwiegend zur Herstellung von Dönerkebab in Berlin, aber auch im sonstigen Deutschland.
Fast vier Jahre nach der Anzeige Streckers verurteilte das Landgericht Augsburg zwei Mitangeklagte wegen Beihilfe zum Betrug zu Bewährungsstrafen. Die Staatsanwaltschaft warf dem Hauptangeklagten Wolfgang L. gewerbsmäßigen Betrug und das Inverkehrbringen nicht sicherer Lebensmittel in 22 Fällen vor. Der zuständige Staatsanwalt Andreas Rossa kritisierte damals die lange Verfahrensdauer als „rechtsstaatswidrig“. Der verantwortliche Beamte der Kriminalpolizei im Zeugenstand hatte mit beträchtlichen Erinnerungslücken zu kämpfen. Der Geschäftsführer Wolfgang L. wurde zu zwei Jahren Gefängnis ohne Bewährung verurteilt. Er bekam keine Bewährungsstrafe, weil er trotz eines Gewerbeverbots im Februar 2010 wieder in den Fleischhandel eingestiegen war. Während eines Kuraufenthalts hatte sich Wolfgang L. bei einer Frau über seine Geldsorgen beklagt und sie überredet, für ihn eine Scheinfirma zu gründen. In dieser fungierte Wolfgang L. als faktischer Geschäftsführer. Er verschiffte Fleisch im Wert von einer halben Million Euro in Containern auf die Komoren und die Nachbarinsel Mayotte.

## Mediale Verarbeitung und Auszeichnungen
Miroslaw Strecker wurde nach dem Auffliegen des Skandals als „Held“ in Fernsehshows (u. a. Günther Jauch), Zeitungen und Nachrichten gefeiert. Er erhielt mehrere Auszeichnungen für seine Zivilcourage.
- 2007 wurde er vom damaligen Bundeslandwirtschaftsminister Horst Seehofer mit der erstmals verliehenen Goldenen Plakette des Bundeslandwirtschaftsministeriums ausgezeichnet.
- 2011 XY-Preis für Zivilcourage.[8]

Strecker überbrückte die Zeit seiner Arbeitslosigkeit später mit dem Preisgeld der vier Couragepreise.

## Persönliche und arbeitsrechtliche Konsequenzen
Im Jahr nach dem Vorfall musste sich Strecker an der Schulter operieren lassen und war ein Jahr krankgeschrieben. Danach wirkte die Spedition auf ihn ein, selbst zu kündigen. Seine Spedition teilte ihn künftig für schwere Touren ein, mit vielen Ladestopps und hoch gestapelten Paletten. „Man wollte mich kaputtspielen“, sagte Strecker der Zeit. 2011 kündigte seine Firma ihm betriebsbedingt. Strecker kämpfte vor Gericht und erstritt eine Abfindung. Er sagte damals der Süddeutschen Zeitung: „Es ist ein ungeschriebenes Gesetz in der Branche, dass man über Kunden nicht spricht. … Vielleicht hat die Firma Druck bekommen, dass man mich nicht mehr auf dem LKW sehen will.“
Nach einem Aufruf von Antenne Bayern stellte ein mittelständischer Betrieb Strecker als LKW-Fahrer ein. „Um für sich zu werben! Wie sozial er doch sei. Sobald es ging, hat er mich wieder gekündigt“, sagte er der Zeit im Sommer 2013.
Heute arbeitet Strecker als Busfahrer für ein Busunternehmen und ist wohnhaft in Calau in Brandenburg.